# Rifargia discrepans
Rifargia discrepans är en fjärilsart som beskrevs av William Schaus 1906. Rifargia discrepans ingår i släktet Rifargia och familjen tandspinnare. Inga underarter finns listade.